# A Modern Hero
A Modern Hero is een Amerikaanse dramafilm uit 1934 onder regie van Georg Wilhelm Pabst. Destijds werd de film in Nederland uitgebracht onder de titel De man zonder hart.

## Verhaal
De moeder van Pierre Radier vertelt hem dat hij eigenlijk de zoon is van een rijke man. Pierre gebruikt die kennis als een springplank naar rijkdom en faam. Hij stijgt op de sociale ladder, totdat hij een meedogenloze industrieel is geworden.

## Rolverdeling
| Acteur              | Personage               |
| ------------------- | ----------------------- |
| Richard Barthelmess | Pierre Radier           |
| Jean Muir           | Joanna Ryan Croy        |
| Marjorie Rambeau    | Mevrouw Azais           |
| Verree Teasdale     | Claire Benston          |
| Florence Eldridge   | Leah Ernst              |
| Dorothy Burgess     | Hazel Flint Radier      |
| Hobart Cavanaugh    | Henry Mueller           |
| William Janney      | Jonge Pierre Croy       |
| Arthur Hohl         | Homer Flint             |
| Theodore Newton     | Elmer Croy              |
| J.M. Kerrigan       | Mijnheer Ryan           |
| Maidel Turner       | Tante Clara Weingartner |
| Mickey Rentschler   | Jonge Pierre als kind   |
| Richard Tucker      | Mijnheer Eggelson       |
| Judith Vosselli     | Mevrouw Eggelson        |